# 11612 Obu
11612 Obu (1995 YZ1) là một tiểu hành tinh vành đai chính được phát hiện ngày 21 tháng 12 năm 1995 bởi A. Nakamura ở Kuma Kogen.